# Vodni stolp, Maribor
Vodni stolp na Usnjarski ulici ob Dravi v Mariboru je dobil današnjo obliko leta 1555. Zgrajen je iz kamnitih masivnih zidov s strelnimi linami. Predstavlja pozno renesančno utrdbo, ki je varovala jugovzhodni del mestnega obzidja iz smeri Drave. Preden so italijanski mojstri v 16. stoletju utrdili mariborsko obzidje, sta na njegovem južnem delu stala okrogla obrambna stolpa, predhodnik današnjega Židovskega stolpa ter na mestu sedanjega Vodnega stolpa okrogli stolp, imenovan Smodniški, omenjen leta 1529. Italijanski gradbeni mojstri so okrog leta 1555 zgradili obe dravski bastiji (srednjeveška trdnjava z visokimi stražnimi stolpi), zahodno, imenovano Mariborske Benetke in vzhodno - Vodni stolp. Na dravski obali zunaj obzidja se je razvil Pristan, trgovsko središče starega Maribora. Pristan (Lent) je dobil ime po pristajanju šajk (majhna tovorna ladja pravokotne oblike) in splavov. Do začetka gradnje koroške železnice, leta 1863, je pred pristaniško hišo - Benetkami - na poti proti vzhodu letno pristajalo do 800 šajk in 1200 splavov.
Vodni stolp stoji tik ob Dravi, pravzaprav ob ogromnem akumulacijskem jezeru Hidroelektrarne Zlatoličje . Danes izgleda gladina reke nenavadno mirna, toda v začetku šestdesetih let, preden je bil zgrajen jez na skrajnem vzhodu mesta, je bila reka živahnejša, njena gladina pa precej nižja. Med Benetkami in Sodnim stolpom so bila nekoč mestna vrata. Ob nastanku jezera je bila v letih 1966 in 1967 stavba Benetk zaradi dviga gladine Drave porušena, skupaj z večino hiš ob Dravi.
Potopljen naj bi bil tudi peterokotni Vodni stolp, v katerem (zdaj le občasno) deluje prva vinoteka slovenskih vin. Pod vodstvom mariborskega gradbenika Jožeta Požauka (1908-1995) je bila 1500 ton težka kamnita stavba v zadnjem trenutku dvignjena za 2,6 metra. Izvedba del je trajala 7 mesecev v letih 1967 in 1968. Le nekaj sto metrov dalje je bila rušenju namenjena tudi stavba z najstarejšo, več kot 400-letno trto. Ta danes zaščiten naravni spomenik ima korenine v depresiji pod novo gladino Drave, ohranila pa se je zaradi zavzetosti anonimnega prebivalca zgradbe.